# Канчипурам (округ)
Канчипурам (англ. Kanchipuram) — округ в индийском штате Тамилнад. Образован 1 июля 1997 года в результате разделения округа Ченгалпатту на два самостоятельных округа — Канчипурам и Тируваллур. Административный центр — город Канчипурам. Площадь округа — 4433 км². По данным всеиндийской переписи 2001 года население округа составляло 2 877 468 человек. Уровень грамотности взрослого населения составлял 76,9 %, что выше среднеиндийского уровня (59,5 %). Доля городского населения составляла 53,3 %.

## География
Площадь округа составляет 4 432 км². Расположен в северо-восточной части штата Тамилнад. Граничит с округами: Веллор (на северо-западе), Тируваннамалай (на западе), Тируваллур и Ченнаи (на севере), Виллупурам (на юге). На востоке омывается водами Бенгальского залива, протяжённость побережья составляет 57 км. Основная река — Палар. Имеются невысокие холмы. Площадь, покрытая леса — 23 586 га.
Годовой уровень осадков составляет около 1400 мм, около 90 % их выпадает во время муссонов. Самые дождливые месяцы — октябрь и ноябрь.

## Население
По данным переписи 2011 года население округа составляет 3 990 897 человек. Плотность населения составляет 927 чел/км². Прирост населения в период с 2001 по 2011 годы составил 38,69 %. Гендерный состав: 985 женщин на 1000 мужчин. Уровень грамотности — 85,29 %. Население по данным прошлой переписи 2001 года составляло 2 877 468 человек.

## Экономика
Около 47 % населения округа заняты в сельском хозяйстве. Главная с/х культура — рис, выращиваются также арахис, сахарный тростник, зерновые, просо и др. Ввиду близости Ченнаи хорошо развита промышленность: производство автомобилей, электроники, шёлка и др. Информационные технологии.